# اچ‌ام‌اس ریویرا
اچ‌ام‌اس ریویرا (به انگلیسی: HMS Riviera) یک کشتی بود که طول آن ۳۱۶ فوت (۹۶ متر) بود. این کشتی در سال ۱۹۱۱ ساخته شد.